# Flamand irodalom
Flamand irodalomnak tekintjük Flandriának, Belgium északi részének irodalmát. A korai flamand írók a holland irodalom részét is képezik a nemzetiséget szélesebb értelemben véve. Belgium elkülönülése után a flamand irodalom nagy újjáéledése volt tapasztalható, mivel megkülönböztette őket Hollandiától mind nyelvben, mind kultúrában.
Lásd még: Belgium irodalma

## 19. század
A belga forradalom azonnali következménye volt a fellépés minden ellen, ami holland, és visszaállítani a francia nyelv mint a szabadság és függetlenség nyelv használatát. Az 1830-as választott ideiglenes kormányzat visszaszorította a holland nyelv mint hivatalos nyelv használatát, ami az időben főleg csak a zsargonban élt. 1830 előtt néhány évig Jan Frans Willems (1793-1846) pártolta a holland nyelv térkövetelését. Megtett minden tőle telhetőt, hogy csillapítsa a Hollandia és Belgium közti súrlódásokat, hogy megelőzze az elhatárolódást. Mint Antwerpen levéltárosa kihasználta lehetőségeit és megírta a flamand levelezés történetét. A forradalom után holland szimpátiája miatt visszavonultan kellett élnie, mégis 1835-ben Gentben telepedett le, és a flamand nyelvvel foglalkozott. Régi flamand klasszikusokat szerkesztett: Reinaert de Vos (1836), Jan van Heelu és Jean le Clerc stb. verses krónikáját. Maga köré gyűjtötte a flamand rajongók egy csoportját: Philip Blommaert (1809-1871), Karel Lodewijk Ledeganck (1805-1847), Frans Rens (1805-1874), Ferdinand Augustijn Snellaert (1809-1872), Prudens van Duyse (1804-1859), és mások munkálkodtak körében.
Philipp Blommaert Gentben született 1809. augusztus 27-én. 1834-ben megalapította szülővárosában a Nederduitsche letleroefeningen-t. A kezdeményezést rögtön követték más flamand orgánumok, és irodalmi társaságok a holland flandriai előremozdításában. 1851-ben a flamand propaganda központi szervezete létrehozott egy társaságot, amit a mozgalom atyja után Willemsfonds-nak nevezték. A római katolikus flamandok 1874-ben alapítottak egy ellen-Davidsfindet, az energikus Jean-Baptist David – ról (1801-1866). Ő a Leuveni Katolikus Egyetem professzora, és a holland nyelvű Belgium történelemkönyv (Vanderlandsche historie, Leuven, 1842-1866) szerzője. A propaganda nyomán a francia nyelvvel egyenértékű nyelvként bevezették a holland nyelvet a jogrendszerbe és az adminisztrációba 1873-ban és 1878-ban, és az iskolákba 1883-ban. Végül 1886-ban megalakult Flamand Akadémia, ahol a flamand irodalom szak indult már 1854-ben.
1837-ben a flamand iskola követelései – Hendrik Conscience 1566-os Gyönyörű Év – című munka megjelenésével igazolásra leltek. A flamandok spanyolok elleni heroikus küzdelmének leírása felszította a nemzeti érzéseket. Conscience végül is legnagyobb sikerét azzal aratta, hogy a kortárs flamand életet írta le, de a történelmi románcok és kedvelt flandriatörténete is segített személyi bázist teremteni a professzorok és tudósok által indított mozgalomnak.
Az új iskola első kötője Karel Lodewijk Ledeganck volt. A legismertebb tőle, a három testvérváros Bruges, Gent és Antwerpen (Dir drie zustersteden, vaderlandsche triloge, Ghent, 1846) melyben szenvedélyesen protestál a francia gondolatok, viselkedés és nyelv átvétele, a flamand tradíciók elfeledése ellen. A könyv gyorsan helyet kapott a flamand klasszikusok között. Ledeganck, aki magisztrátus volt, lefordította a francia jogot is flamand nyelvre. Jan Theodoor von Rijswijk (1811-1849), 1830-as kampányban volt önkéntes, később Antwerpenben telepedett le, jogászként dolgozott. A flamand mozgalom egyik zászlóvivője lett. Egy sor politikai témájú és szatirikus dalt írt, ami a közönség ízlésének pontosan megfelelt. A romantikus és szentimentális költő köztük Jan van Beers volt. Tipikusan flamand őszinteségében és az élet morális szemléletében. Prudens van Duyse legambiciózusabb munkája az Artavelde eposz (1859) volt, mégis ismertebb gyermekvers gyűjteményéről (1844). Peter Frans Van Kerckhoven (1818-1857), antwerpeni születésű. Novellákat, verseket, drámákat és a flamand újjászületésről (De Vlaemsche Beweging, 1847) szóló munkákat írt.
Antwerpen realista regényírót is adott a világnak Jan Lambrecht domien Sleeckx (1818-1901) személyében. Hivatása szerint iskola ellenőr, de fáradhatatlan újságíró és irodalomkritikus is. Egyike volt az első flamand érdekeltségű napilap szerkesztőinek, az 1844-ben alapított Vlaemsch Belgie -nek. Színműveinek hosszú a sora, köztük a Jan Steen (1852) komédia, a Gretry – nemzeti díjat nyert 1861-ben Vissers van Blankenberg (1863) és patrióta drámája, a Zannekin (1865). Regényíró tehetsége szöges ellentétben áll Conscience idealizmusával. Percizitása, szomorkás stílusa és konkrét megfogalmazása mely a pontosan megfigyelt részletek összeadódó hatására alapoz. Különösen hatásos szülővárosa kikötőrészének leírása. Regényei : In't Schipperskweartier (1856), Kunst en Liefde (Művészet és szerelem 1870) és Vesdlizes ins Spanje (1895). Összes művei 17 kötetet adnak ki (1877-1884).

### Regényírás
Jan Renier Snieders (1812-1888) Észak-Brabant témájú regényeket írt. Bátyja, August Snieders (1825-1904) kezdetben történelmi regényeket írt, Conscience stílusában, de későbbi regényei már a kor szatírái. Eredetibb tehetség volt Anton Bergmann (1835-1874), aki Tony álnéven írása, az Ernest Staas, Advocat, 1874-ben irodalmi díjat nyert. Ugyanebben az évben jelentek meg Rosalie Sisters (1834-1875) és Virginie Loveling (1836-1923) novellái. Ezeket az egyszerű, lelket megérintő történeteket 1876-ban egy másodig gyűjtemény követte. Előbbitől 1870-ben adtak ki egy verseskötetet. Virgine Lovelings érzéke a finom részletek megfigyeléséhez gyorsan a flamand regényírók élvonalába emelte. Politikai karcolatai "In one Vlaamsche fewesten 1877" W.G.E. Walter álnéven jelentek meg. Sophie 1885, Ben dure Bed 1892, és Het Land der Verbeelding 1896 későbbi híresebb munkái. 
Reimond Stijns 1850-1905 és Isidoor Teirlinck 1851-1934 közösen írták népszerű regényüket az Arm Vlaanderen-t 1884, és még néhány további művet. Cyrel Buysse , Birginie Loveling unokaöccse Émile Zola nevelése. Het Recht van den Sterkste (A legerősebb joga 1893) a flandriai katonaélet tükre, Schoppenboer ( Pikk Jumbó 1898) a brutalizálódó paraszti élettel foglalkozik, a Sursum corda (1895) a vallásos, szűklátókörű vidéki életet írja le.

### Költészet
A költészetben Julius de Geyter 1830-1905, a Reinaert verses fordításának 1874 szerkesztője. Ez egy epikus vers V. Károlyról (1888) stb. Társadalmi témájú vers három részben, Drie menschen van in de wieg tot in het graf (Három ember a bölcsőtől a sírig 1861), melyben radikális humanitárius szemléletet javasol, Julius Vuylsteke éneke 1836-1903 tele van liberális és patrióta lelkesedéssel, de későbbi éveit inkább a politikának szentelte. A Gent hallgatói szervezetének vezetője lett a flamand nézetek propagálása nyomán, és a Willemsfonds sikerében sokat köszönhet az ő energikus közreműködésének. Uit het studenten leven -je 1868-ban jelent meg, és verseit 1881-ben gyűjtötték össze. 
Mme van Ackere (1803-1884) versei , née Maria Doolaeghe, a holland eredetet modellálják. Joanna Courtmans (1811-1890) Née Berxhmans, hírét meséi adják inkább, mint versei. Mindenekelőtt moralista volt. Ötven meséje a gazdaság és a praktikus tehetség ünnepe. További költők még Emmanuel Hiel, komédiák, operalibrettók és több csodás ének szerzője, Guido Gezelle abbé, aki vallásos és patrióta verseket írt nyugat-flandriai dialektusban, Lodewijk de Koninck 1838-1924, aki nagy epikus témához nyúlt a Menschdom Verlost-ban 1872, Johan Michiel Dautzenberg (1808-1869) Heerlenből, a gyönyörű Volksliederen – népdalok- kötetének szerzője. Dautzenberg munkáinak legjobbjait 1869-ben megjelent posztumusz kötet tartalmazza. Ezt veje Frans de Cort 1834-1878 adta ki, aki maga is dalszerző volt, Robert Burns, Jacques Jasmin és német énekeket fordított. A Makamen en Ghazelen (1866) – Rückert "Hariri" variációja, kötetek Jan Ferguut-tól (J.A. van Droogenbroeck 1835-1902) és Gentil Theodoor Antheunis (1840-1907) műve előkészítik az utat szellemes fiatalabb költőgéniuszok óvatos próbálkozásainak. 
Köztük is a legkiemelkedőbb Charles Polydore de Mont. A brabanti Wambekeben született 1857-ben, és az antwerpeni szépművészeti akadémia professzora lett. . A flamand költészetben meghonosított valamit a korabeli francia írók gondolataiból és metódusaiból. 1898-as Inleiding tot de Poezie-ben. Pol de Mont számos kötetet megért költeményei 1877-től folyamatosan, 1893-ban a Claribella és Iris 1894-ben. Többek között egy kíváncsi Uit de Legende van Jeschoea-ben-Josief, egy zsidó jobbágy evangéliumi történetének változatát.
Meg kell említenünk még Gent történetét – Get van de nvroegsten Tijd tot heden 1882-1889 é Frans de Potter (1834-1904) tollából, és művészetkritikákat Max Rooses-től (1839-1914), az antwerpeni Plantin-Moretus Múzeum kurátorától , valamint Julius Sabbe-ot (1846-1910) is.

## 20. század
A 20. században a flamand irodalom továbbfejlődött – a nemzetközi fejlődési irányok éreztetik hatásukat. Cyriel Buysse naturalista volt, Stijn Streuvels és Felix Timmermans pedig neoromantikus.
Az I. világháború után Paul van Ostaijen költő lényeges képviselője az expresszionizmusnak. A két világháború között Gerard Walschap, Willem Elsschot és Marnix Gijsen a prominens írószemélyiségek. A II. világháború után az első avantgárd magazin, a Tijd en Mens (Idő és Ember) 1949-től 1955-ig jelenik meg. 1955-ben a Gard Sivik követte (egészen 1964-ig) Hugues C. Pernath-tal és Paul Snoek-kal. A legprominensebb flamand Vijftiger – értsd: ötvenes évek generációjából – Hugo Claus, aki ettől kezdve játszik fontos szerepet a flamand irodalomban. Háború utáni költők még Anton van Wilderode és Christine D'Haen. Néhány író az 1960 után debütáltak között Eddy Van Vliet, Herman de Coninck, Rolan Jooris és Luuk Gruwez.
A flamand próza megújulása közvetlenül a II. világháború utánra tehető Hugo Claus és Louis Paul Boon munkáival. Johan Daisen és Hubert Lampo vezette be a mágikus realizmust a flamand irodalomba. Ivo Michiels és Paul De Wispelaere reprezentálja az új novellát. A nyolcvanas években Walter van den Broeck és Monika van Paemel folytatta Louis Paul Boon stílusát.
További kortárs szerzők Ward Ruyslinck és Jef Geeraerts, Patrick Conrad, Kristien Hemmerechts, Eric de Kuyper, Stefan Hertmans, Pol Hoste, Paul Claes, Anne Provoost és Jos Vandeloo. Az 1990-es években az X generáció Herman Brusselmansnál és Tom Lanoye-jal debütált a flamand irodalom színpadán.